# الکساندر ششم
پاپ الکساندر ششم (به انگلیسی: Alexander VI) با نام رودریگو بورجیا، یکی از پاپ‌های کلیسای کاتولیک رم بود که در اسپانیا به دنیا آمد و از ۱۴۹۲ تا ۱۵۰۳ میلادی عهده‌دار منصب پاپ بود. وی پدر چزاره بورجیا و لوکرتزیا بورجیا بود. یکی از مشهورترین کُنش‌های او در قامت پاپ، حل‌وفصل مناقشات ارضی و بحری پرتغال و اسپانیا در طول عصر کاوش طی پیمان تردسییاس بود. پاپ طی این پیمان کره زمین را به دو نیم تقسیم کرد و نیمه‌شرقی را به پرتغال و نیمه‌غربی را به پادشاهی کاستیل (اسپانیا) بخشید.

## ماجرای جیرولامو ساوانارولا
ساوونارولا از راهبان دومینیکی ایتالیایی بود که در دورهٔ رنسانس داد و ستدهای مالی و دنیا طلبی کلیسا را به چالش کشید و جان خود را در راه شور و اشتیاق اصلاح طلبانه اش از دست داد. تاریخدان باربارا توچمان در قطعهٔ زسر دنیاطلبی مورد اعتراض ساوونارولا را چنین توصیف می‌کند:
در دورهٔ انسان گرایی هیجان انگیز رنسانس پاپ‌ها … ارزش‌ها و سبک زندگی شهریاران غارتگر دولت شهرهای ایتالیا را اقتباس کردند. فرمانروایان ثروتمند، خوش سلیقه و بی‌وجدان ایتالیا که مدام با هم در ستیز بودند، به دلیل چند دستگی و حوزهٔ محدود قلمرویشان، چیزی بیش از حاکمانی ناهمساز نبودند. شش پاپ (شامل الکساندر ششم، پاپی که جیرولامو خشمگینش ساخته بود)، در بازتولید مال اندوزی و تجمل طلبی، از سرمشق‌های خود دست کمی نداشتند، و به خاطر جایگاه برترشان، معمولاً حتی بدتر بودند.
ساوونارولا بدعت‌گذار نبود، بلکه عقاید دینی اش با اصول اعتقادی کلیسا در پایان قرن پانزدهم منطبق نبود. او می‌خواست نظام پاپی مسئولیت روحانی اش را به یاد آورد و دارایی‌هایش را رها کند و در عین حال می‌خواست همکیشان مسیحی اش برای کسب خلوص و پاکدامنی در زندگی خود تلاش کنند.
ساوونارولا برای مدتی موفق بود. در خیابان‌های فلورانس آتش برپا می‌کردند و در آن چیزهای بی‌ارزش، زیورآلات، لباس‌های شیک، کتاب‌های غیرمذهبی، و وسایل بازی را می‌سوزاندند. بعد، هنگامی که فلورانسی‌ها خانوادهٔ حاکم مدیچی را بیرون راندند و کوشیدند شکل قدیمی حکومت جمهوری را از نو برقرار سازند، ساوونارولا به دیکتاتور واقعی تبدیل شد.
اما، به واسطهٔ شور و شوق اصلاح طلبانه اش، با الکساندر ششم، یکی از دنیاطلب‌ترین و بی بند و بارترین پاپ‌هایی که تا آن هنگام بر تخت پطروس تکیه زده بود، درافتاد. الکساندر، از ترس اینکه شور و شوق برای اصلاح اجتماعی که ساوونارولا الهام بخش آن در فلورانس بود به زیان او تمام شود، با پیشنهاد منصب کاردینالی کوشید او را تطمیع کند. اما ساوونارولا این رشوه را نپذیرفت و تکفیر شد. سپس الکساندر به دستگاه تفتیش عقاید فلورانس دستور داد این راهب دومینیکی را محاکمه کنند.
ساوونارولا در زیر شکنجهٔ بسیار شدید به دیدن رویاهایی اعتراف کرد. دادگاه تفتیش عقاید او را به خاطر داشتن عقاید بدعت‌گذارانه مقصر شناخت، گرچه جرم واقعی او انکار اقتدار پاپ در نظارت بر خدمت مذهبی او بود. ساوونارولا را تحویل مقامات عرفی دادند که او را در سال ۱۴۹۸ در چوبهٔ مرگ سوزاندند.

## نگارخانه

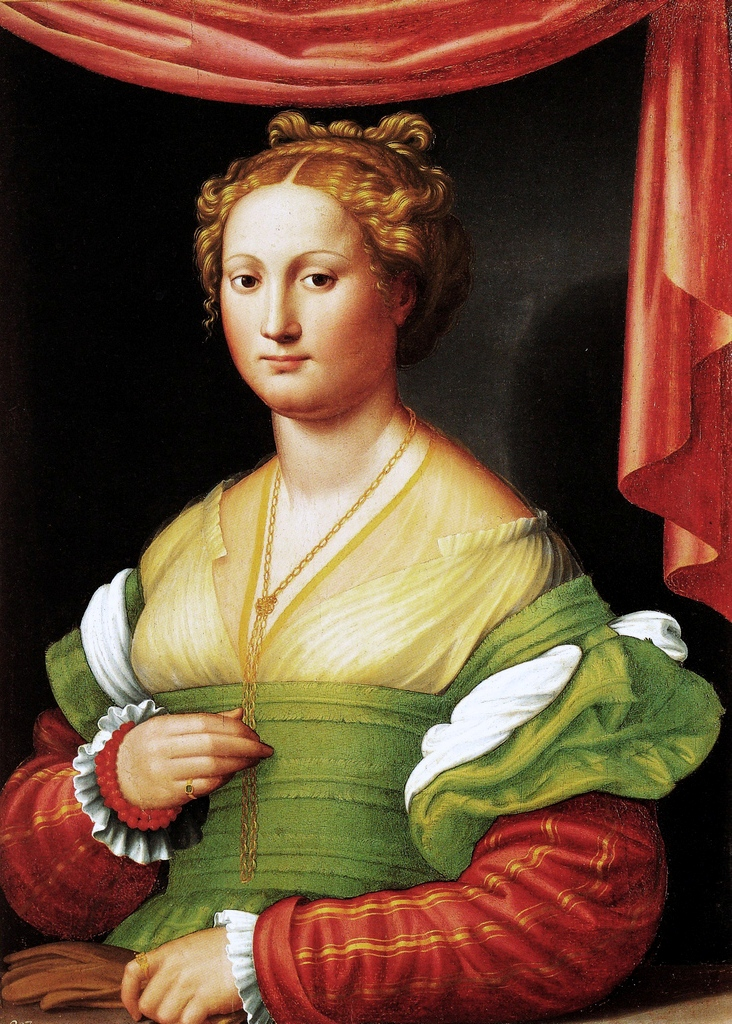
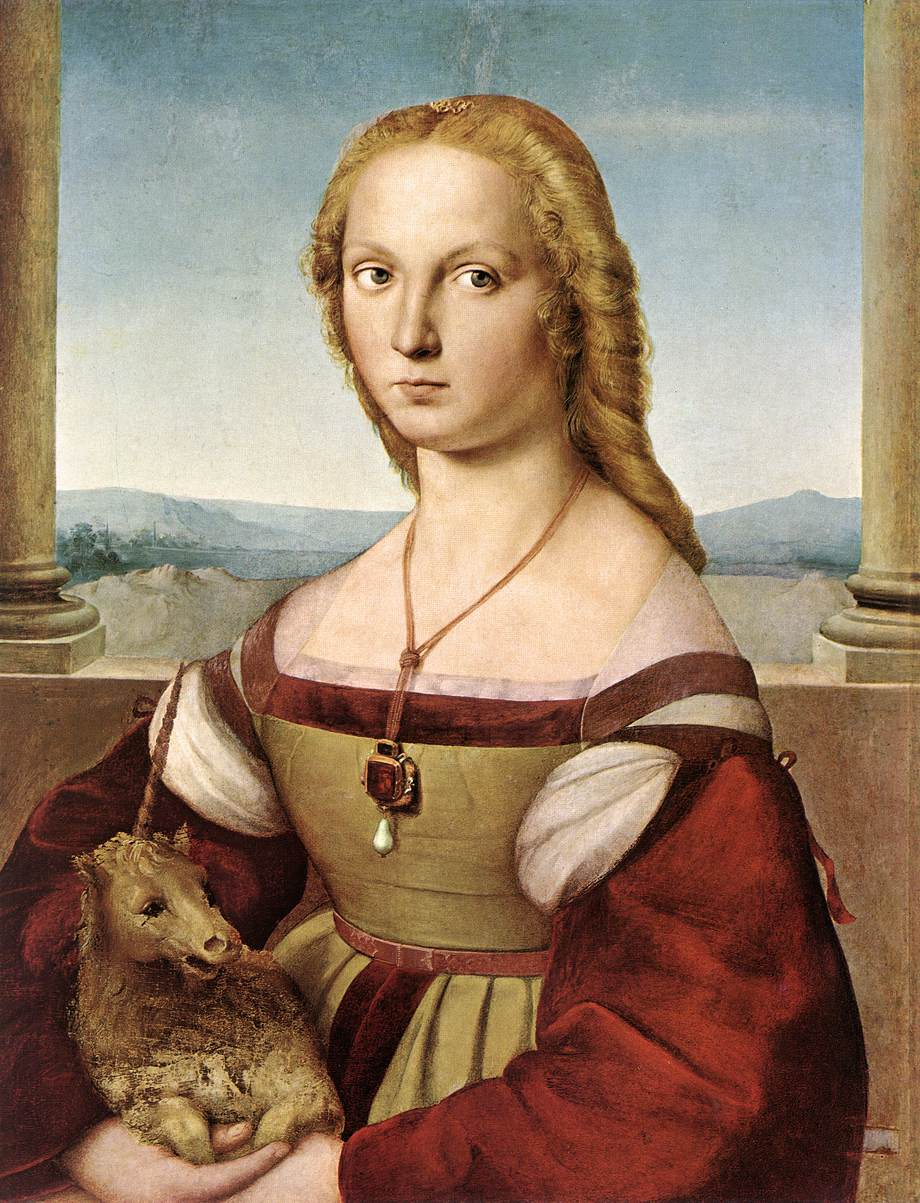
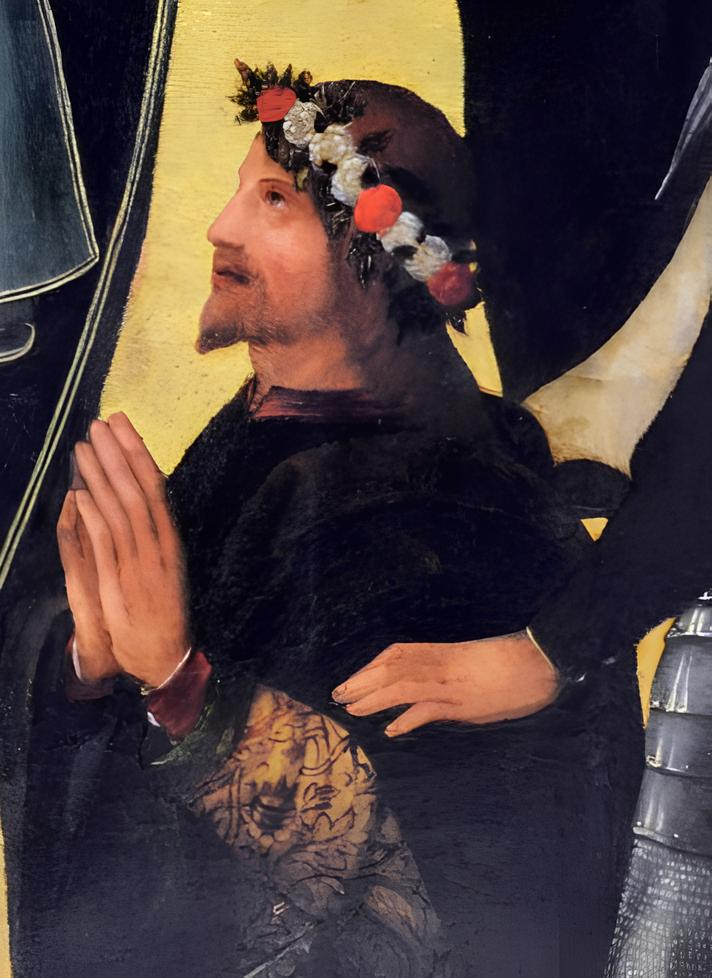
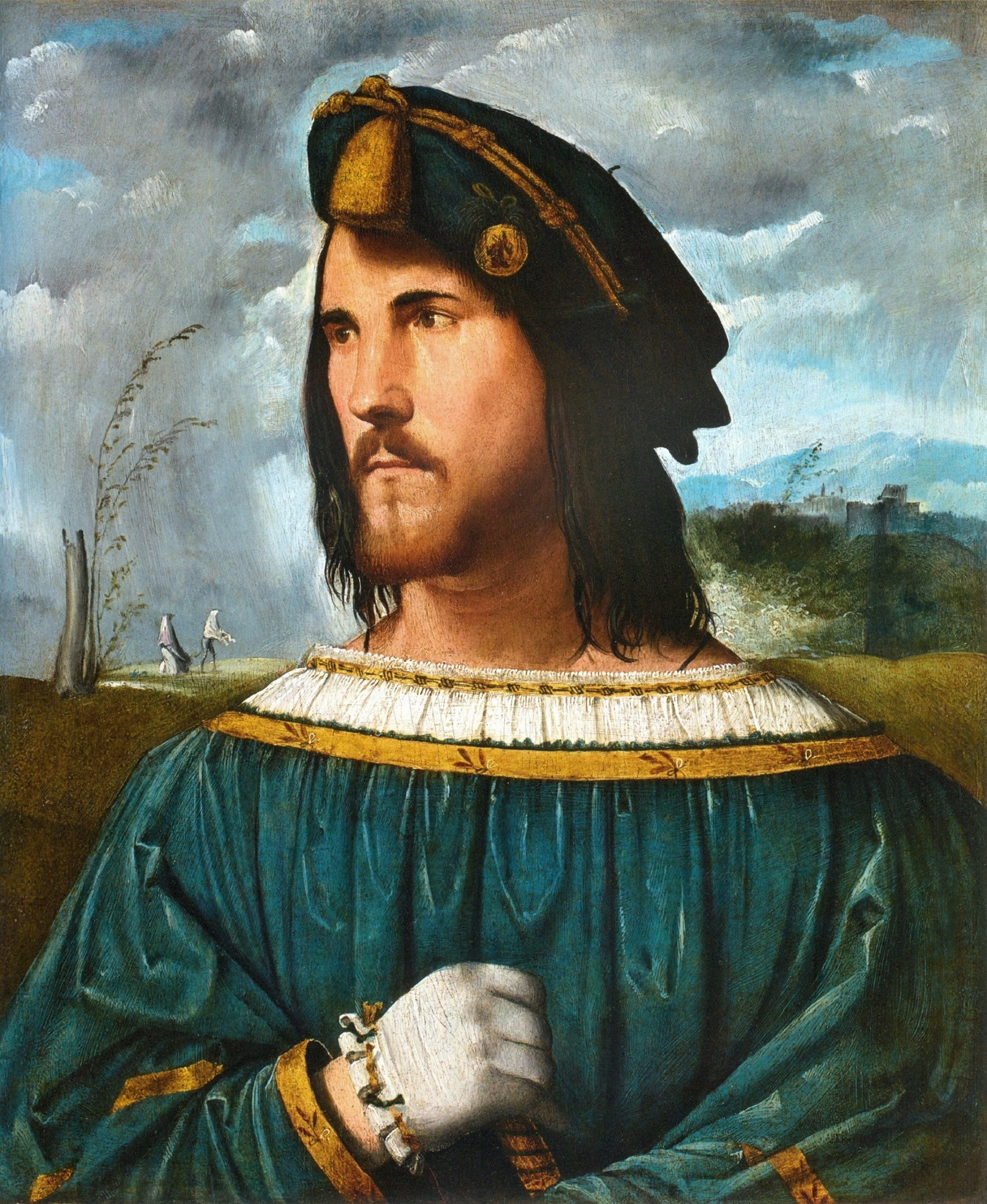
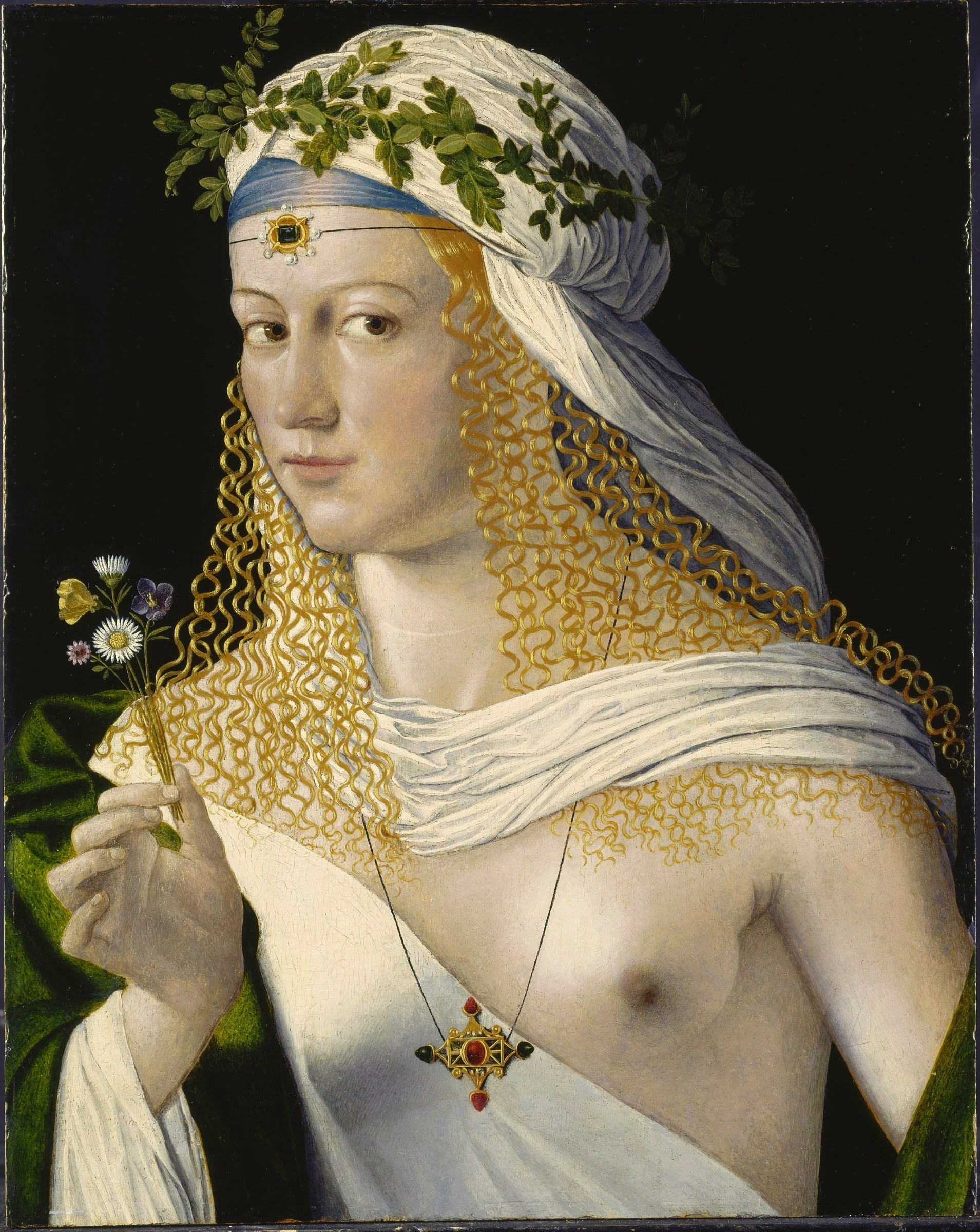
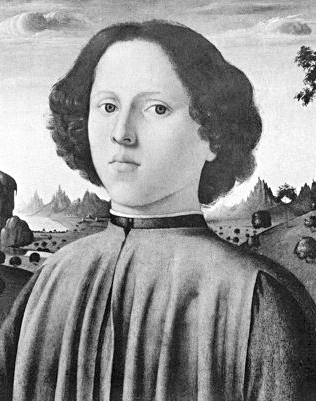